# Fritz Pfleumer
Fritz Pfleumer (Salzburg, 20 maart 1881 – Radebeul, 29 augustus 1945) was een Duits-Oostenrijks natuurkundige en uitvinder van de magneetband. Hij bracht het grootste gedeelte van zijn leven door in Dresden, waar hij vanaf zijn zestiende levensjaar woonde.

## Biografie
Pfleumer was de zoon van Duitse ouders: drukkerijeigenaar Robert Pfleumer (1848-1934) uit Greiz en Minna Hünich (1846-1932) uit Freiberg. In 1897 verhuisde hij naar de geboortestreek van zijn ouders, naar Dresden, om daar aan een technische studie aan de Universiteit van Dresden te beginnen. Hij rondde de studie elektrotechniek in 1902 af.
In 1927 werd hij door de sigarettenfabrikant Universelle-Werke Dresden benaderd om een goedkopere manier te vinden om de monduiteinden van sigaretten te voorzien van een metalen beschermlaag. Hij ontwikkelde een proces om metalen banen aan te brengen op sigarettenpapier, en redeneerde dat op vergelijkbare wijze een geluidsband kon verkregen als alternatief voor de ijzerdraad in de telegrafoon. In hetzelfde jaar, na veel geëxperimenteer met verscheidene materialen wist hij de beste resultaten te verkrijgen door stroken papier te voorzien van ijzeroxide (Fe2O3). Het jaar daarop, op 31 januari 1928, verkreeg hij een Duits patent op zijn uitvinding. Ter aanvulling op zijn uitvinding bouwde hij de eerste bandrecorder, die voornamelijk als demonstratiemodel geschikt was. Nadeel hierbij was dat het papier snel scheurde, hoewel het met lijm eenvoudig gerepareerd kon worden.
In 1932 nam AEG de patentrechten op het gebruik van zijn uitvinding over om drie jaar later in 1935 met de magnetofoon op de markt te komen. Hierbij ontwikkelde BASF een bruikbaardere, duurzamere magneetband op basis van kunststof (celluloseacetaat) in plaats van papier. Het gebruik van de magnetofoon bleef in de beginjaren beperkt tot de radio-omroep Rundfunk en de Gestapo.
In 1936 verklaarde het Duitse gerechtshof zijn patent ongeldig, omdat zijn idee van het bedekken van papier met ijzerpoeder een patent was van Valdemar Poulsen uit 1898, en voorts dat Poulsen de enige uitvinder is van alle magnetische registratie.
Pfleumer woonde vanaf 1897 tot zijn dood in Dresden. Hij overleed in 1945 op 64-jarige leeftijd bij een ongeval.